# Черкасов, Пётр Иванович
Барон Пётр Ива́нович Черка́сов (1 (12) сентября 1796 — 12 февраля (24 февраля) 1867) — полковник русской императорской армии. Брат декабриста Алексея Ивановича Черкасова.
Сын белёвского помещика секунд-майора барона Ивана Петровича Черкасова и Марии Алексеевны Черкасовой, урождённой Кожиной. За отцом числилось в Козловском уезде Тамбовской губернии 219 душ и ещё 990 душ в Тульской, Орловской и Московской губерниях. Родился в Москве в доме деда Алексея Никитича Кожина, крещен 4 сентября 1796 года в церкви Зачатьевского девичьего монастыря.
К моменту восстания декабристов — поручик, адъютант генерала Н. М. Бороздина. Арестован по подозрению в принадлежности к тайным обществам, но 10 января (22 января) 1826 по высочайшему повелению был освобождён с оправдательным аттестатом.
Вышел в отставку в чине полковника. Умер 12 февраля (24 февраля) 1867 года.